# John Hillier

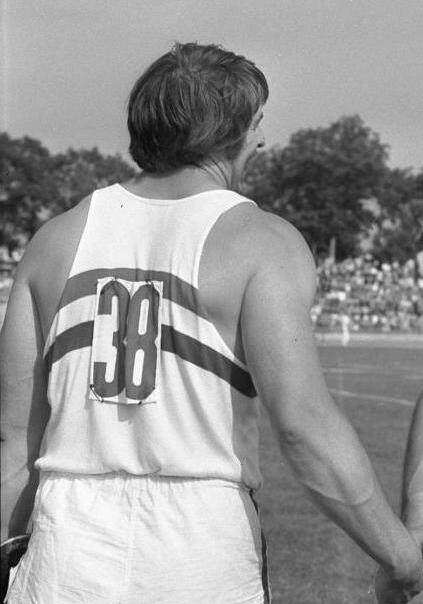
John Hillier, 1975

John Hillier (John Noel Hillier; * 29. Dezember 1944) ist ein ehemaliger britischer Diskuswerfer.
1974 gewann er für England startend bei den British Commonwealth Games in Christchurch Bronze. Bei den Leichtathletik-Europameisterschaften in Rom schied er in der Qualifikation aus.
Bei den Commonwealth Games 1978 in Edmonton wurde er Siebter.

## Persönliche Bestleistungen
- Kugelstoßen: 16,49 m, 5. September 1973, London
- Diskuswurf: 59,76 m, 27. Juli 1974, Edinburgh